# Matthew Lillard
Matthew Lynn Lillard (Lansing, 24 gennaio 1970) è un attore statunitense.

## Biografia
Nato in Michigan, è cresciuto in California dove ha effettuato gli studi. Ha studiato recitazione al Accademia americana di arti drammatiche di Pasadena, assieme all'amico Paul Rudd. È celebre per aver interpretato Stu Macher nel film Horror Scream e, nella sua carriera ha preso parte a film come Fuori di cresta, Kiss Me, I tredici spettri e, più recentemente, Five Nights at Freddy's, ma è noto soprattutto per il ruolo dell’investigatore fifone Norville Rogers in Scooby-Doo e Scooby-Doo 2 - Mostri scatenati nonché come suo doppiatore nei prodotti d’animazione della stessa serie.

## Vita privata
Dal 2000 è sposato con Heather Helm, con la quale ha avuto tre figli: Addison Grace (2002), Macey Lyn (2004) e Liam (2008).

## Filmografia

### Attore

#### Cinema
- Ghoulies III - Anche i mostri vanno al college (Ghoulies 3: Ghoulies Go to College), regia di John Carl Buechler (1991)
- La signora ammazzatutti (Serial Mom), regia di John Waters (1994)
- Tarantella, regia di Helen De Michiel (1995)
- Una folle stagione d'amore (Mad Love), regia di Antonia Bird (1995)
- Hackers, regia di Iain Softley (1995)
- Animal Room, regia di Craig Singer (1995)
- Scream, regia di Wes Craven (1996)
- Omicidi di classe (Dead's Man Curve), regia di Dan Rosen (1998)
- Effetti collaterali (Senseless), regia di Penelope Spheeris (1998)
- Telling You, regia di Robert DeFranco (1998)
- Without Limits, regia di Robert Towne (1998)
- Fuori di cresta (SLC Punk!), regia di James Merendino (1998)
- Kiss Me (She's All That), regia di Robert Iscove (1999)
- Wing Commander - Attacco alla Terra (Wing Commander), regia di Chris Roberts (1999)
- Pene d'amor perdute (Love's Labour's Lost), regia di Kenneth Branagh (2000)
- Spanish Judges, regia di Oz Scott (2000)
- Finder's Fee, regia di Jeff Probst (2001)
- Il sogno di un'estate (Summer Catch), regia di Michael Tollin (2001)
- I tredici spettri (Thir13en Ghosts), regia di Steve Beck (2001)
- Scooby-Doo, regia di Raja Gosnell (2002)
- Looney Tunes: Back in Action, regia di Joe Dante (2003)
- Perfect Score (The Perfect Score), regia di Brian Robbins (2004)
- Scooby-Doo 2 - Mostri scatenati (Scooby-Doo 2: Monsters Unleashed), regia di Raja Gosnell (2004)
- Appuntamento a Wicker Park (Wicker Park), regia di Paul McGuigan (2004)
- Without a Paddle - Un tranquillo week-end di vacanza (Without a Paddle), regia di Steven Brill (2004)
- Quel genio di Bickford (Bickford Shmeckler's Cool Ideas), regia di Scott Lew (2006)
- Fuga dal matrimonio (The Groomsmen), regia di Edward Burns (2006)
- What Love Is, regia di Mars Callahan (2007)
- In the Name of the King (In the Name of the King: A Dungeon Siege Tale), regia di Uwe Boll (2007)
- One of Our Own, regia di Abe Levy (2007)
- Spooner, regia di Drake Doremus (2009)
- Endless Bummer, regia di Sam Pillsbury (2009)
- All's Faire in Love regia di Scott Marshall (2009)
- Message Deleted, regia di Rob Cowan (2010)
- From the Head, regia di George Griffith (2011)
- Paradiso amaro (The Descendants), regia di Alexander Payne (2011)
- The Pool Boys, regia di J.B. Rogers (2011)
- Di nuovo in gioco (Trouble with the Curve), regia di Robert Lorenz (2012)
- Ritorno all'isola di Nim (Return to Nim's Island), regia di Brendan Maher (2013)
- Deep Dark Canyon, regia di Abe Levy (2013)
- Home Run Showdown , regia di Oz Scott (2015)
- He's All That, regia di Mark Waters (2021)
- Five Nights at Freddy's, regia di Emma Tammi (2023)
- The Life of Chuck, regia di Mike Flanagan (2024)
- Five Nights at Freddy's 2, regia di Emma Tammi (2025)

#### Televisione
- Tre vite allo specchio (If These Walls Could Talk), regia di Cher – film TV (1996)
- 13 Graves, regia di Dominic Sena – film TV (2006)
- Area 57, regia di Dean Parisot – film TV (2007)
- Law & Order - Unità vittime speciali (Law & Order: Special Victims Unit) – serie TV, episodio 10x16 (2009)
- Dr. House - Medical Division (House, M.D.) – serie TV, episodio 7x09 (2011)
- Samurai! DayCare – serie TV, 9 episodi (2012)
- Criminal Minds – serie TV, episodio 8x06 (2012)
- The Bridge – serie TV, 25 episodi (2013-2014)
- The Good Wife – serie TV, 2 episodi (2014,2016)
- Twin Peaks – serie TV, 4 episodi (2017)
- Bosch – serie TV, 8 episodi (2016-2017)
- Good Girls – serie TV (2018-2021)
- Pronti a tutto (Barkskins) – miniserie TV, 3 puntate (2020)
- True Lies – serie TV, episodio 1x04 (2023)

### Doppiatore
- The Replacements – serie TV, 2 episodi (2006)
- Robot Chicken – serie TV, 4 episodi (2005-2012)
- Scooby-Doo! Mystery Incorporated – serie animata, 52 episodi (2010-2013)
- Supernatural – serie TV, 1 episodio (2018)

## Doppiatori italiani
Nelle versioni in italiano delle opere in cui ha recitato, Matthew Lillard è stato doppiato da:
- Alberto Bognanni in Spanish Judges, Dr. House - Medical Division, The Devil's child, Fuga dal matrimonio, True Lies
- Christian Iansante in Fuori di cresta, Di nuovo in gioco, Leverage - Consulenze illegali, Five Nights at Freddy's, Five Nights at Freddy's 2
- Riccardo Niseem Onorato in Effetti collaterali, Without a Paddle - Un tranquillo week-end di vacanza, In the Name of the King
- Francesco Prando in Paradiso amaro, Twin Peaks
- Massimiliano Manfredi in La signora ammazzatutti, He's All That
- Marco Guadagno in Scream, Perfect Score
- Vittorio De Angelis in Kiss Me, Appuntamento a Wicker Park
- Enrico Pallini in Pene d'amor perdute, Law & Order - Unità vittime speciali
- Nanni Baldini in Wing Commander - Attacco alla Terra, Looney Tunes: Back in Action
- Oreste Baldini in Scooby-Doo, Scooby-Doo 2 - Mostri scatenati
- Fabio Boccanera in Una folle stagione d'amore
- Saverio Garbarino in Hackers
- Simone Mori ne I tredici spettri
- Saverio Indrio in Criminal Minds
- Massimo Bitossi in The Good Wife
- Pasquale Anselmo in The Bridge
- Luigi Ferraro in Billions
- Franco Mannella in Bosch (st. 2)
- Enrico Di Troia in Bosch (st. 3, 7)
- Giorgio Bonino in Good Girls
- Sergio Luzi in Pronti a tutto

Da doppiatore è sostituito da:
- Oreste Baldini in Supernatural, Scooby-Doo Abracadabradoo, Scooby-Doo! Mystery Incorporated, Scooby-Doo! La leggenda del Fantosauro, Scooby-Doo! ed il mistero del circo, Scooby-Doo e la maschera di Blue Falcon, Scooby-Doo e il mistero del Wrestling, Lego Dimensions